# Lattanzio
Lucio Cecilio Firmiano Lattanzio (in latino Lucius Caecilius Firmianus Lactantius; Africa, 250 circa – Gallie, 325 circa) è stato uno scrittore, retore e apologeta romano di fede cristiana, fra i più celebri del suo tempo.

## Biografia
Nato da famiglia pagana, secondo Girolamo fu allievo di Arnobio di Sicca Veneria. Per la propria fama di retore fu chiamato da Diocleziano a Nicomedia, in Bitinia, capitale della parte orientale dell'Impero e residenza ufficiale dell'imperatore, come insegnante di retorica (290 circa).
Fu costretto a lasciare il suo ufficio nel 303 a causa delle persecuzioni contro i cristiani, alla cui religione si era convertito. Lattanzio abbandonò quindi la Bitinia nel 305, rifugiandosi nella parte occidentale dell'Impero, per farvi ritorno presumibilmente cinque anni dopo, in seguito all'editto di tolleranza emanato da Galerio. Fu tuttavia un breve soggiorno, perché tra il 310 e il 311 Costantino I lo chiamò a Treviri, in Gallia, come precettore del figlio Crispo. Probabilmente morì a Treviri alcuni anni dopo.
Per il suo stile elegante e il periodare articolato si guadagnò il soprannome di "Cicerone cristiano" da parte dei più importanti uomini del Rinascimento, come Angelo Poliziano e Pico della Mirandola.

## Opere
Le opere pervenute sono:

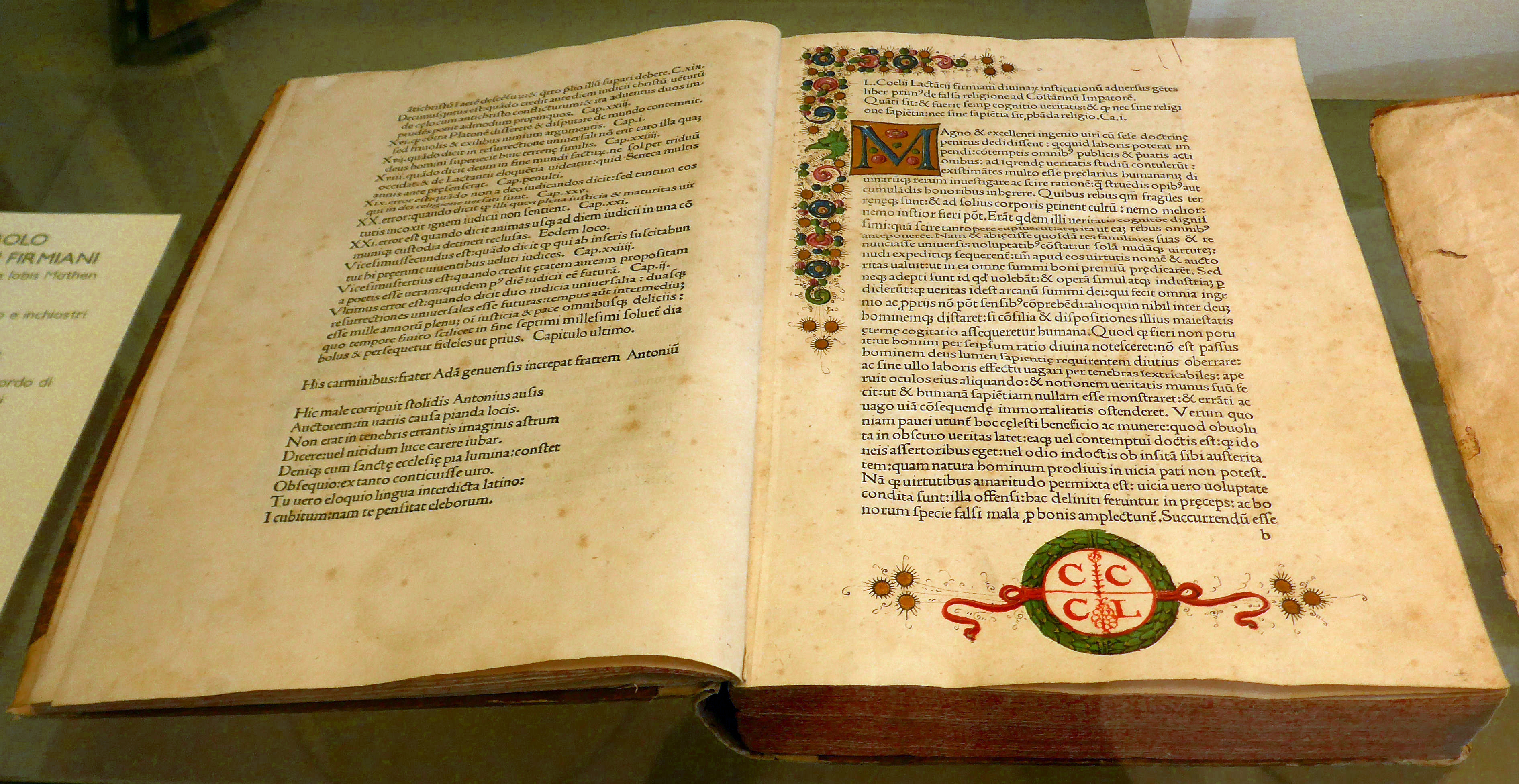
Incipit miniato delle Divinae institutiones adversus gentes, 1478, Museo MAST Castel Goffredo

- De opificio Dei (L'opera di Dio), sulla Provvidenza divina in rapporto all'uomo;
- Divinarum institutionum Libri VII o Divinae institutiones (Istituzioni divine), in sette libri, delle quali stese anche un'epitome (compendio): primo tentativo di sintesi dell'insegnamento cristiano, in cui alla confutazione del paganesimo segue l'esposizione della dottrina cristiana, nel tentativo di delineare una continuità tra sapere antico e moderno.
- De ira Dei (L'ira di Dio), contro la tesi dell'impassibilità di Dio;
- De mortibus persecutorum (Le morti dei persecutori), sulla morte violenta degli imperatori persecutori del Cristianesimo, da Nerone a Massimino Daia: pone le condizioni per la nascita di una storiografia cristiana;

Sono perdute le opere del periodo pagano (un Symposium di ispirazione platonica, un Hodoeporicum scritto in esametri che ripercorre il suo viaggio dall'Africa alla Bitinia, un Grammaticus e due libri Ad Asclepiade), oltre a varie raccolte di lettere (quattro libri di epistole A Probo, due libri A Severo e altrettanti due A Demetriano).
Inoltre è incerta l'attribuzione a Lattanzio del poemetto in ottantacinque distici elegiaci De ave phoenice (L'uccello fenice), dove il mito della fenice è assimilato alla passione, morte e resurrezione di Cristo.

### De opificio Dei
In quest'opera, composta negli anni 303-304, Lattanzio polemizza con le tesi delle filosofie ellenistiche e soprattutto con quelle degli epicurei, sostenendo la grandezza della Provvidenza divina e l'intervento di Dio anche nella costituzione fisiologica dell'uomo, che è sufficiente già di per sé a mostrare la perfezione del disegno di Dio.
L'opera afferma la fede di Lattanzio nel Dio onnipotente dell'Antico Testamento in modo analogo alla concezione monistica di Tertulliano, Cipriano e sant'Agostino.

### Divinae institutiones

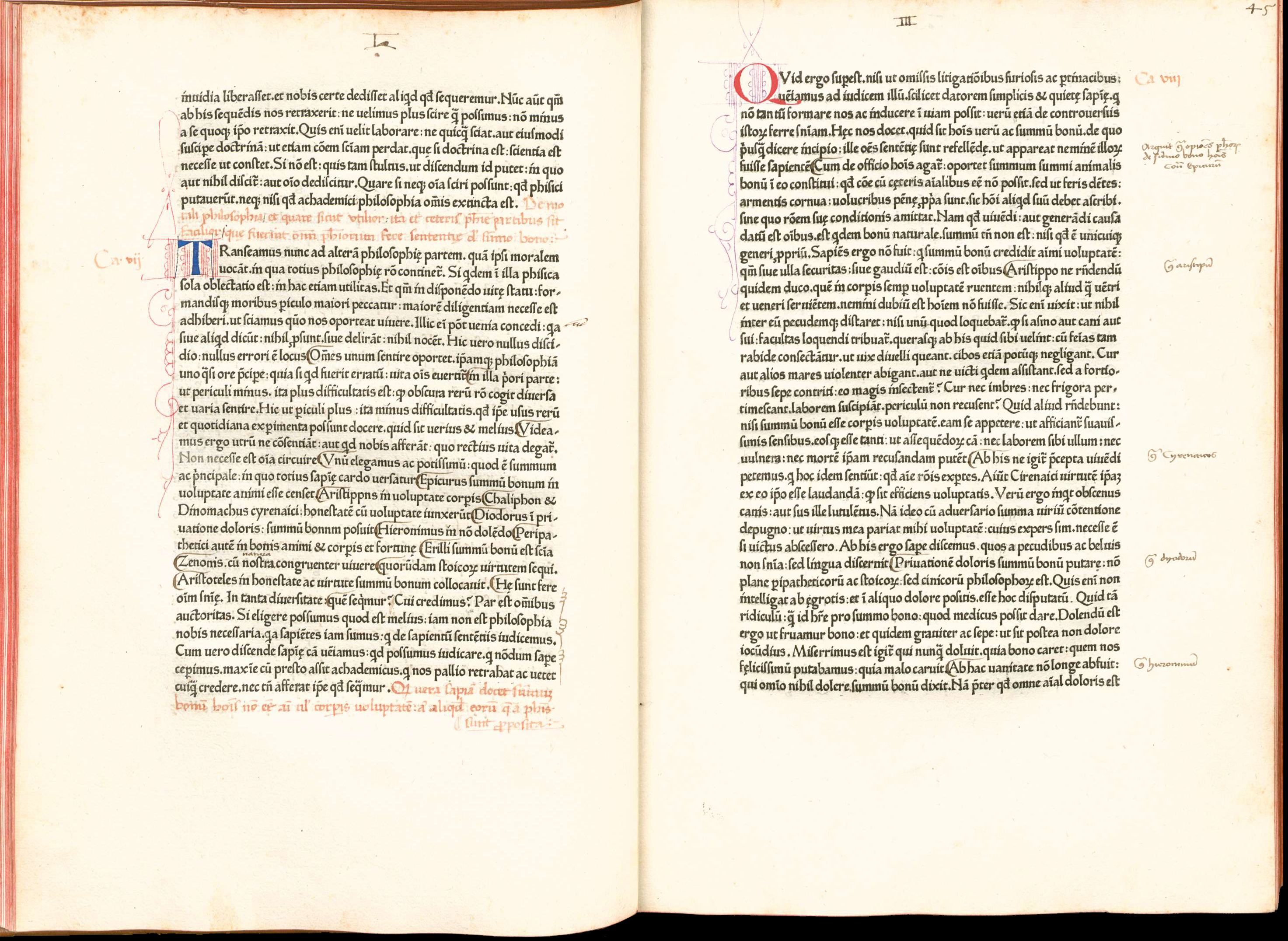
Le Divinae institutiones, stampate a Subiaco nel 1465 da Conrad Sweinheim e Arnold Pannartz (il primo libro con data certa stampato in Italia)

Quest'opera, composta tra il 304 e il 313 in sette libri, da cui più tardi egli stesso ricavò un'epitome in un solo libro, polemizza con i pagani, confutando i fondamenti e il culto della loro religione, ed esponendo in maniera sistematica la dottrina cristiana. Al primo scopo Lattanzio dedica i primi tre libri del trattato (De falsa religione, De origine erroris, De falsa sapientia), all'altro suo intento i rimanenti quattro (De vera sapientia et religione, De justitia, De vero cultu, De vita beata). Lattanzio chiarisce esplicitamente la finalità dell'opera quando dice di scrivere:
(Divinae institutiones, I, 1, 7)
Particolarmente apprezzabile è il suo tentativo di recuperare e inglobare sia i valori della cultura e della civiltà antica, sia le stesse speculazioni filosofiche, nella nuova verità cristiana.
Nell'ultimo libro adotta ed espone delle convinzioni escatologiche millenariste: secondo Lattanzio la seconda venuta di Cristo coinciderebbe con l'inizio di un millennio in cui Cristo regnerebbe incontrastato sulla Terra e al cui termine il diavolo sarebbe slegato e avrebbe luogo la battaglia finale contro il male.

### De ira Dei
Questo scritto, affine al precedente per tono e argomento, fu composto intorno al 313. In esso Lattanzio contrasta prima la tesi degli epicurei, i quali negano a Dio qualsiasi moto passionale che possa compromettere la sua beata impassibilità, e poi la tesi degli stoici, che non attribuisce a Dio la collera, poiché è un perturbamento dell'animo che non si addice alla maestà divina. Lattanzio sostiene invece che è ammissibile la collera divina, in quanto espressione di opposizione e di rifiuto del male storico perpetrato dall'uomo, e che pertanto l'eterna giustizia divina punisce i peccatori, ripristinando così l'ordine compromesso dall'insorgere e dal prevalere del male.

### De mortibus persecutorum
Scritto probabilmente tra il 316 e il 321, affronta il tema delle persecuzioni anticristiane da parte degli imperatori (da Nerone a Massimino Daia). Nel ribadire l'unicità di Dio - concetto cardine delle Divinae institutiones - che abbatte la sua ira sugli imperatori pagani, Lattanzio si convince dell'inveramento sul piano storico delle tesi esposte del De ira Dei. Gli imperatori si sono rivelati malvagi e indegni per la gloriosa storia di Roma, ma prima o poi tutti sono stati colpiti dalla punizione divina e hanno concluso in modo tragico o inglorioso la propria vita, costituendo per i posteri un monito chiaro ed esemplare. Dio infligge agli empi e ai persecutori le pene che essi si sono meritate:
«Deum esse unum et eundem iudicem digna videlicet supplicia impiis ac persecutoribus inrogare»

— De mortibus persecutorum, 1

### Stile
Dal punto di vista letterario, è stato osservato come Lattanzio sia essenzialmente un retore: convertitosi in età adulta come Arnobio, al pari del suo maestro è ancora strettamente legato a schemi argomentativi e teorici della cultura classica, nonché agli ideali della romanità. Il suo stile è comunque fluente e l'argomentare è stringente e segue sempre un preciso filo logico, come vogliono i dettami della retorica. Il tentativo di assimilazione della cultura pagana in quella cristiana emerge anche nell'imitazione stilistica di Cicerone.